# La Diligence vers l'Ouest
Pour plus de détails, voir Fiche technique et Distribution.
La Diligence vers l'Ouest (Stagecoach) est un film américain réalisé par Gordon Douglas, sorti en 1966.
Il s'agit du remake du célèbre western réalisé par John Ford en 1939, La Chevauchée fantastique.

## Synopsis
Une diligence tente de traverser une contrée désertique contrôlée par les Indiens. Lors d'une étape, les passagers de la diligence découvrent que toutes les personnes ont été massacrées. Ils vont devoir affronter l'attaque de leur convoi au cours d'une chevauchée dangereuse.

## Fiche technique
- Titre original : Stagecoach
- Réalisation : Gordon Douglas, assisté de Ray Kellogg
- Scénario : Joseph Landon, d'après le scénario original de Dudley Nichols
- Photographie : William H. Clothier
- Musique : Jerry Goldsmith
- Production : Martin Rackin pour 20th Century Fox
- Genre : Western
- Format : Couleurs Deluxe PANAVISION
- Durée : 115 minutes
- Date de sortie :
  - États-Unis : 15 juin 1966
- Affiches : Raymond Elseviers (Belgique), Enzo Nistri (Italie)

## Distribution
- Ann-Margret (VF : Arlette Thomas) : Dallas
- Red Buttons (VF : Guy Piérauld) : Peacock
- Mike Connors (VF : Jean-Claude Michel) : Hatfield
- Alex Cord (VF : Jean-Pierre Duclos) : Ringo Kid
- Bing Crosby (VF : Marc Cassot) : Dr Josiah Boone
- Robert Cummings (VF : Pierre Marteville) : Henry Gatewood
- Van Heflin (VF : René Arrieu) : Marshal Curly (Curley en VF) Wilcox
- Slim Pickens (VF : Claude Bertrand) : Buck
- Stefanie Powers (VF : Joëlle Janin) : Lucy Mallory
- Keenan Wynn (VF : Georges Hubert) : Luke Plummer
- Muriel Davidson (VF : Paule Emanuele) : Mrs Ellouise Gatewood
- Oliver McGowan (VF : Henri Crémieux) : M. Gaines, le banquier
- John Gabriel (VF : Roger Rudel) : Capt. Jim Mallory
- Brad Weston : Matt (Matthieu en VF)
- Joseph Hoover (VF : Claude Joseph) : Lt. Blanchard
- Brett Pearson (VF : Pierre Collet) : le sergent ivre
- David Humphreys Miller (VF : Lucien Bryonne) : Billy Pickett
- Walker Edmiston (VF : Henry Djanik) : l'agent cheyenne de la Wells Fargo
- Karn Tong (VF : Jean Berton) : Waldo, l'agent du relais
- Hal Lynch (VF : Philippe Dumat) : Jerry, le barman du Saloon